# Cheilotrema

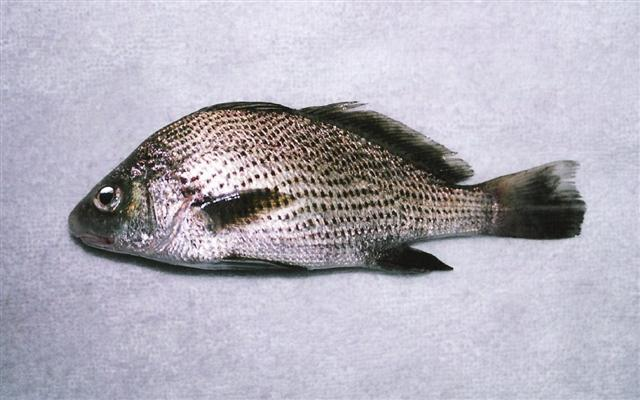
Exemple d'un especimen de Cheilotrema saturnum.

Cheilotrema és un gènere de peixos de la família dels esciènids i de l'ordre dels perciformes.

## Morfologia
- Cos alt i oblong.
- Musell punxegut.
- Boca una mica baixa.
- Mentó amb 5 porus i sense barbons.
- Preopercle finament serrat.
- Aleta anal curta.
- Escates aspres (llevat del voltant dels ulls on són llises).[3]

## Distribució geogràfica
Es troba al Pacífic oriental.

## Taxonomia
- Cheilotrema fasciatum (Tschudi, 1846)[1]
- Cheilotrema saturnum (Girard, 1858)[4][5][6][7][8][9][10]